# 季铭义
季铭义（1980年12月15日—），出生于辽宁省大连市金州区，中国退役足球运动员。他曾效力大连实德及成都谢菲联，司职后卫 。他是国内足坛公认的顶尖中后卫之一，也是前中国国家足球队的成员。
2005年，季铭义是唯一一名在俱乐部球队、国家队出满勤的球员，打满了全部90分钟的比赛，在2005年东亚足球锦标赛作为队长帮助国家队夺标，并成为最有价值球员。
2008年1月23日，他离开效力了近十年的大连实德以400万元转会成都谢菲联成为“标王”，在赛季结束后，成都队将其挂牌，但国内没有俱乐部表示想引进季铭义，因此很多人都在猜测季铭义可能就此退役。
2009年2月，季铭义接受韩国K联赛球队济州联的试训。但由于和成都队还有合同，而且语言不通，其球风稳健有余却勇猛不足，外加一旦转会必然涉及转会费。考虑到种种因素，济州联最终决定放弃引进季铭义。
2014年1月，季铭义加盟大连超越，之后随大连超越抵达海埂基地进行试训。

## 联赛出场纪录
| 赛季 | 俱乐部     | 国家 | 出场 | 入球 |
| ---- | ---------- | ---- | ---- | ---- |
| 1999 | 大连万达   | 中國 | 21   | 0    |
| 2000 | 大连实德   | 中國 | 26   | 0    |
| 2001 | 大连实德   | 中國 | 24   | 2    |
| 2002 | 大连实德   | 中國 | 11   | 0    |
| 2003 | 大连实德   | 中國 | 23   | 0    |
| 2004 | 大连实德   | 中國 | 18   | 0    |
| 2005 | 大连实德   | 中國 | 26   | 0    |
| 2006 | 大连实德   | 中國 | 24   | 1    |
| 2007 | 大连实德   | 中國 | 19   | 0    |
| 2008 | 成都谢菲联 | 中國 | 24   | 0    |
| 2009 | 成都谢菲联 | 中國 | 21   | 0    |